# راغنار لوثبروك

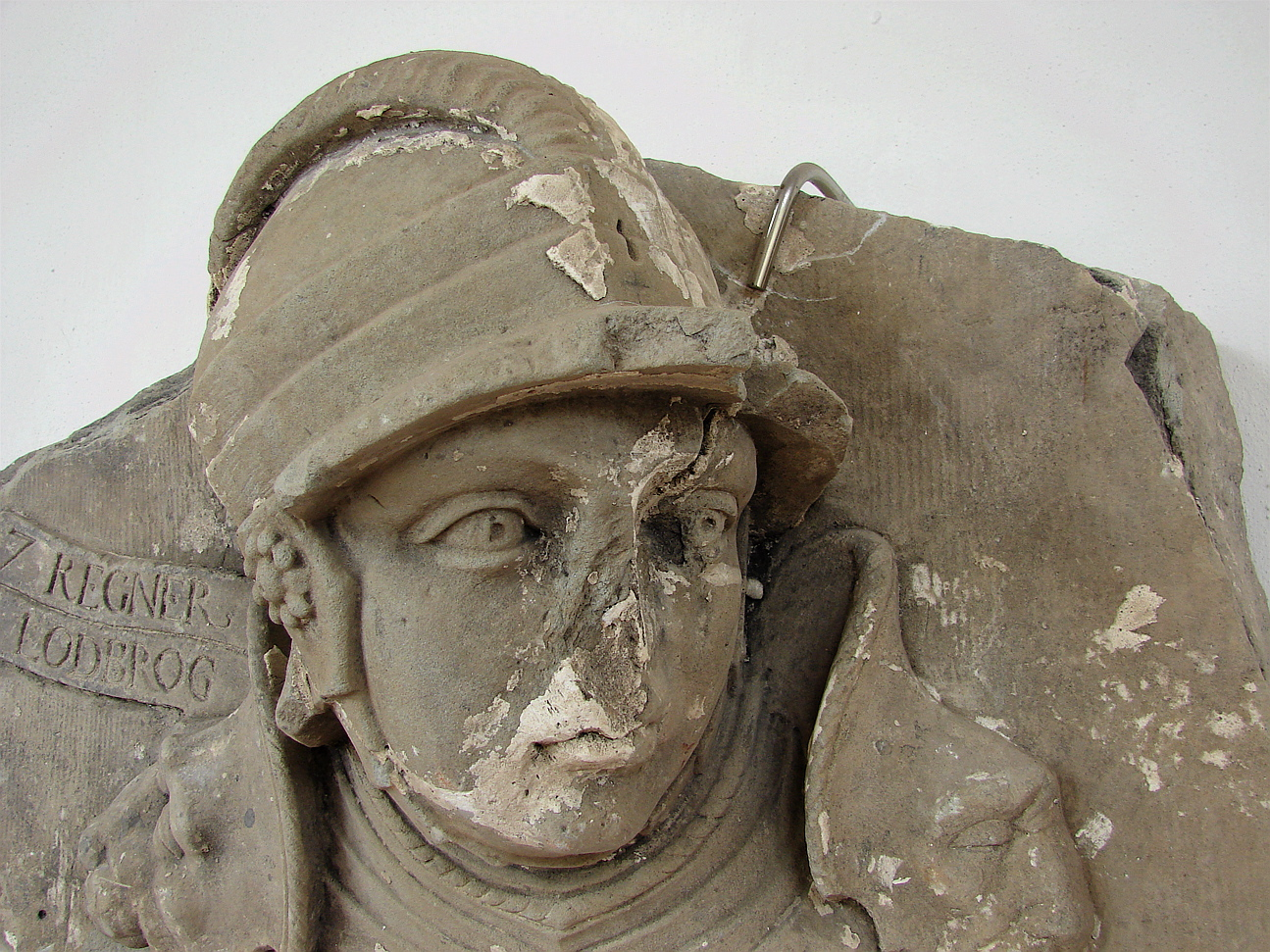
نحت لراغنار لوثبروك في قلعة فريدريكسبورغ، هيليرود، الدنمارك

راغنار لوثبروك (باللغة النوردية القديمة: Ragnarr Loðbrók)، كان أحد أبطال الفايكنج وملكًا سويديًا ودنماركيًا. عرف واشتهر من خلال الشعر الإسكندنافي القديم ‏ لعصر الفايكنج والملاحم الأيسلندية والسجلات التاريخية القريبة. وفقًا للأدب التقليدي تميز راغنار بشن العديد من الغارات على الجزر البريطانية والإمبراطورية الكارولنجية خلال القرن التاسع.
ذُكر راغنار في الأساطير الإسكندنافية، ووفقًا لملحمتي حكاية أبناء راغنار وملحمة عن بعض الملوك القدامى الأسطوريتين، مُنح والده لقب الملك الأسطوري للسويديين، سيغورد رينغ.
بحسب الأدب النوردي القديم، فقد تزوج راغنار من الملكة الأسطورية آسلوغ، وكان لديه 6 أبناء هم: بيورن وسيغارد عين الأفعى وإيفار الكسيح وأوبا وفيسترك وهالفدان. وعلى الرغم من كون أبناء راغنر شخصيات تاريخية حقيقية، إلا أنه لا يوجد دليل على أن راغنر نفسه كان كذلك، ويبدو أنه شخصية خيالية جاءت من الأدب ونسب إليها العديد من الأحداث التاريخية.

## التقارير

### الملاحم الأيسلندية

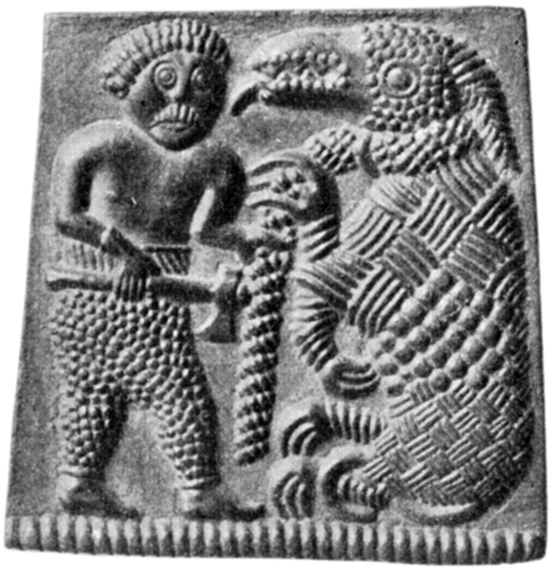
محارب ذو سراويل شعثاء، يقتل وحشًا، على إحدى لوحات تورسلوندا. عُرّف الرجل على أنه راغنار لودبروك في نسخة سويدية مبكرة من الأسطورة. في الآونة الأخيرة، فسيرها على أنها تظهر طقوس البدء الجرمانية التي لعبت فيها السراويل الشعثاء دورًا والتي ربما ساهمت لاحقًا في أسطورة راغنار لودبروك.

وفقًا لحكاية راغنار لودبروك ‏ وحكاية أبناء راغنار وهيمسكرينغلا [الإنجليزية] وملحمة هيرفار أوك هييركس ‏ وسوغوبروت والعديد من المصادر الأيسلندية الأخرى، كان راغنار نجل الملك الإسكندنافي سيغورد رينغ. تتفق جميع الملاحم تقريبًا على أن راندفر [الإنجليزية] كان والد سيغورد، حيث تستشهد ملحمة هيرفار بزوجته آسا، ابنة الملك هارالد ذو الشارب الأحمر من النرويج. تخبر الروايات أيضًا أن راندفر كان حفيدًا للملك الإسكندنافي الأسطوري إيفار فيدفامن ‏ من ابنته أود .
بعد وفاة الملك إيفار فيدفامن، غزا هارالد، الابن الأكبر لأود من الملك الدنماركي هريركر رينغسلينغر ‏، جميع أراضي جده وأصبح يُعرف باسم هارالد وارتوث ‏. أصبح سيغورد رينغ، ابن أخ هارالد، الملك الرئيس للسويد بعد وفاة راندفر، على الأرجح بسبب غرق هارالد. خاض سيغورد وهارالد معركة برافيلير ‏  في سهول أوسترغوتلاند، حيث مات هارالد والعديد من رجاله. ثم حكم سيغورد السويد والدنمارك . أنجب ولداً من الأميرة ألفهيلد من مملكة ألفهايمر [الإنجليزية] الصغيرة، راغنار لودبروك، الذي خلفه. آيستين بيلي ‏، الذي وفقًا لـملحمة هيرفارار هو ابن هارالد وارتوث، حكم السويد في وقت ما بعد سيغورد حتى قُتل على يد أبناء راغنار و آسلوغ.
تحكي ملاحم عصور ما قبل التاريخ الإسكندنافية المعروفة باسم فورنالدارسوغور في رواياتها عن فترة حكمه، عن زيجات راغنار أكثر من مآثر الحرب. بحسب السوغوبروت ، «كان أكبر وأجمل الرجال الذين رأتهم عيون الإنسان، وكان مثل والدته في المظهر ويتبع أقاربها». لقد قتل أولاً ثعبانًا عملاقًا كان يحرس منزل ثورا بورغارجورت ‏ ابنة جيتس يارل هيراو [الإنجليزية]، وبالتالي كسبها زوجةً. أكسبت الملابس الواقية غير العادية التي كان يرتديها راغنار عند مهاجمة الثعبان لقب لودبروك. أبناؤه من ثورا هم إريك [الإنجليزية] وأغنار. بعد وفاة ثورا، اكتشف كراكا، وهي امرأة ذات جمال وحكمة استثنائيين تعيش مع زوجين من الفلاحين الفقراء في النرويج، وتزوجها. نتج عن هذا الزواج الأبناء إيفار الكسيح، وبيورن الحديدي ، وهفيتسرك، هالفدان، وسيغارد عين الأفعى. كُشف لاحقًا عن أن كراكا هي آسلوغ، وهي ابنة سرية للبطل الشهير سيغورد. عندما كبر الأبناء ليصبحوا محاربين مشهورين، قرر راغنار، الذي لا يرغب في أن يتفوق عليه أحد، أن يغزو إنجلترا بسفينتين فقط. ومع ذلك، فقد هزِمته القوات الإنجليزية المتفوقة وأُلقي به في حفرة الثعبان ليموت من الألم. تحكي ملحمة راغنار لودبروك، وحكاية أبناء راغنار، وهيمسكرينجلا، عن الجيش الوثني العظيم الذي غزا إنجلترا حوالي عام 866، بقيادة أبناء راغنار لودبروك للانتقام من الملك إيلا ملك نورثمبريا الذي قيل إنه أسر وأعدم راغنار.

## أبناء راغنار

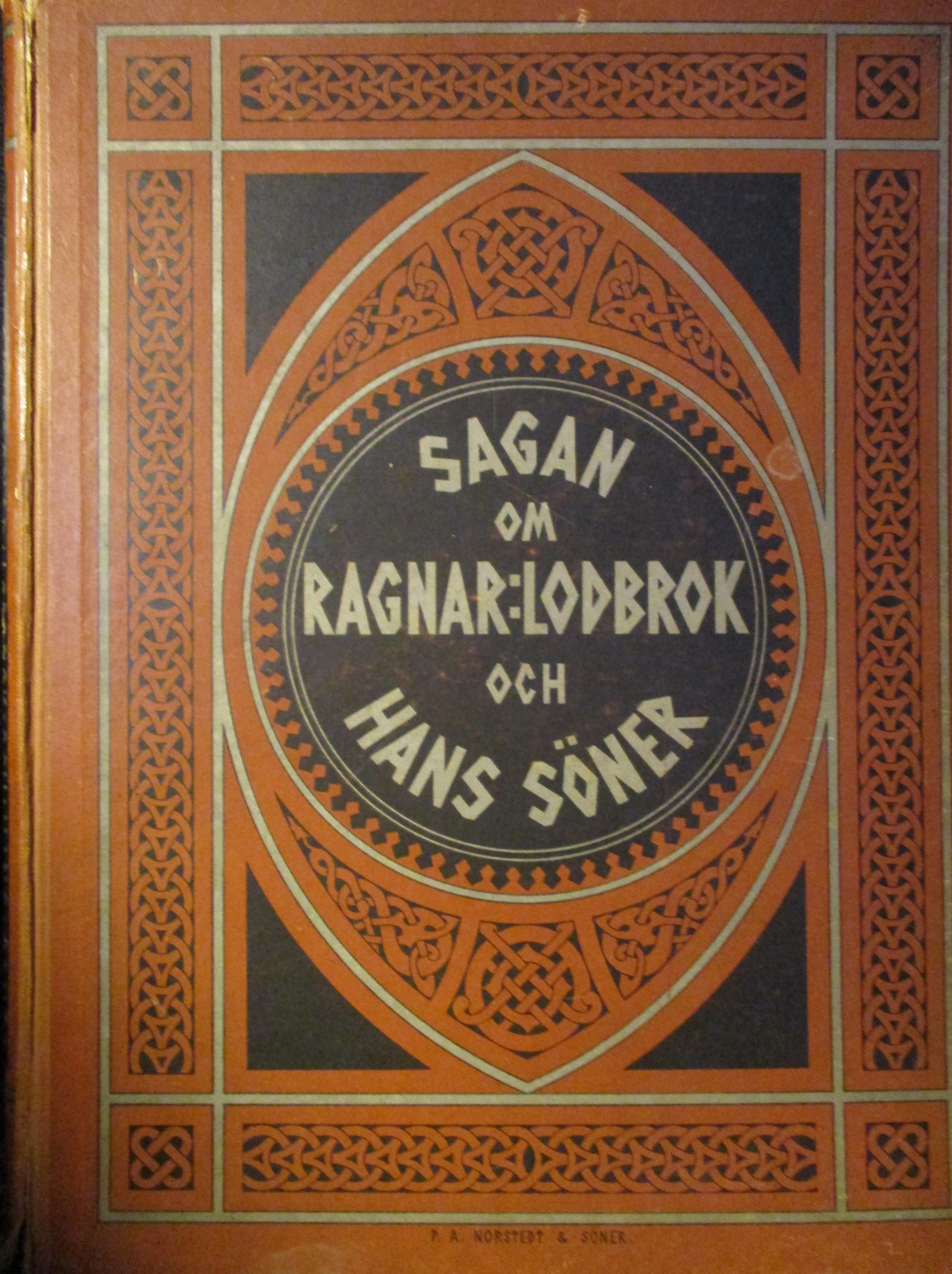
الملحمة كما نشرها نورستيدتس في نسخة مصورة كبيرة الحجم (1880).

## المصادر والدقة التاريخية

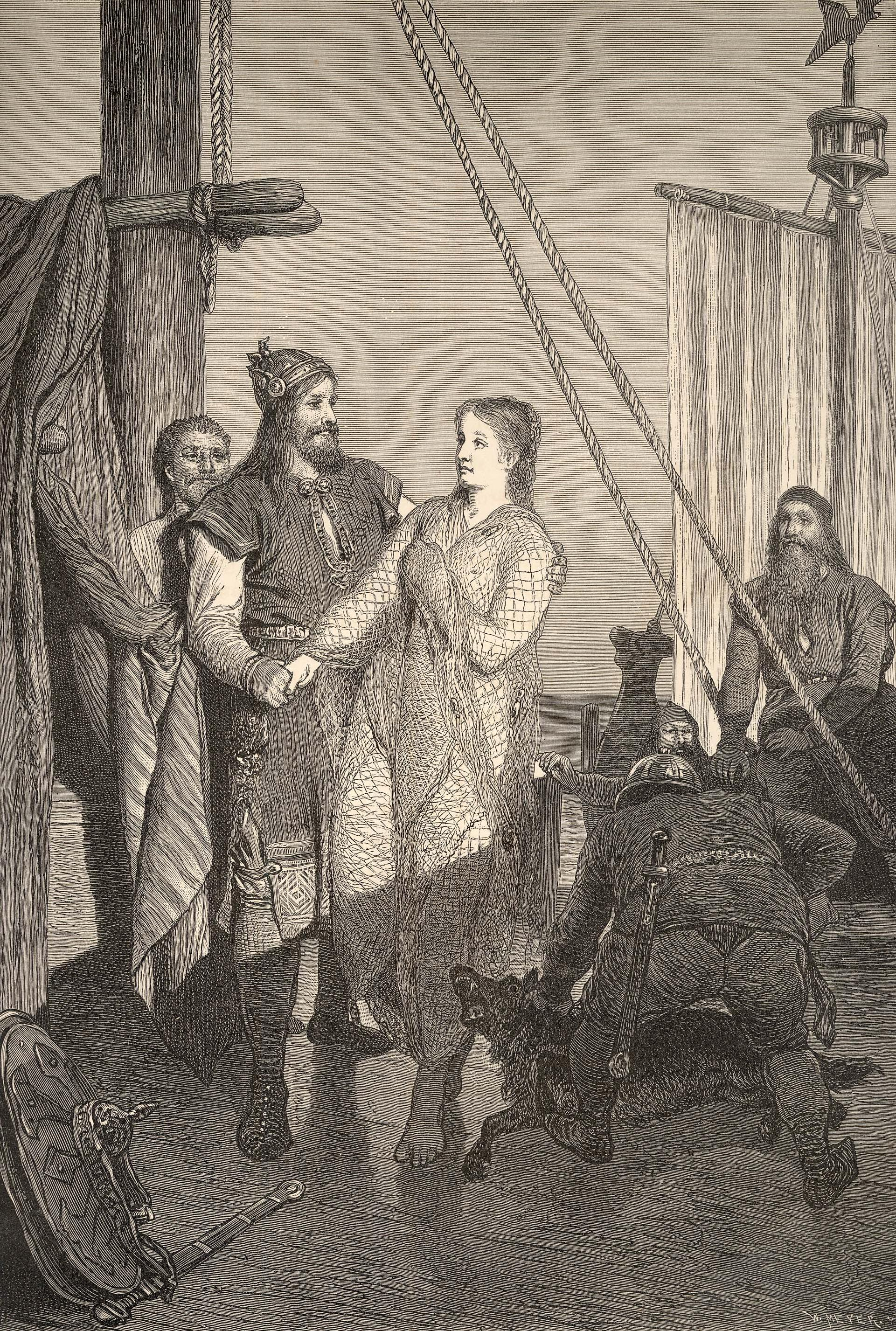
راغنار يستقبل كراكا (أسلوغ)، كما تخيلها.